# Mathilde Dardant
Mathilde Dardant, née le 16 avril 1911 à Fursannes (Folles) (Haute-Vienne) et déclarée décédée le 13 mars 1947 (en fait exécutée le 6 octobre 1942 à Montfort-l’Amaury par le groupe Valmy), est une militante communiste et résistante française ayant servi d'agente de liaison auprès de la direction du Parti communiste français.

## Biographie
Mathilde Dardant est née le 16 avril 1911 à Fursannes, dans une famille athée de gauche, de petits cultivateurs de la Haute-Vienne. Son père, Jules Dardant, membre du Parti socialiste et syndicaliste, est coopérateur paysan et sa mère, Amélie Chazaud, est couturière.  
Mathilde Dardant serait montée à Paris en 1933. Elle y devient agente de service hospitalier temporaire dans les hôpitaux et milite dans les rangs de la section communiste du XXe arrondissement. Son frère, cheminot, meurt dans un accident du travail en 1939, et elle s'efforce dès lors d'aider sa belle-sœur et ses trois neveux.  
Sœur cadette de Marguerite Dardant, une proche collaboratrice de Georges Gosnat à France-Navigation, elle accompagne le départ en province de Benoit Frachon en juin 1940. Celui-ci est quelque temps accueilli dans la ferme familiale des Dardant en Haute-Vienne, avant de revenir à Paris en août. 
À partir de cette date, Mathilde Dardant devient agente de liaison de Jacques Duclos, qui assure de facto la direction du Parti communiste clandestin. Après l’arrestation de sa sœur en novembre 1941 (qui sera déportée), elle fait savoir à ses parents qu’elle doit, par précaution, cesser de leur écrire. Elle disparait complètement au cours de l’année 1942.
En fait, le 6 octobre 1942, elle est exécutée, sur ordre supérieur, par le groupe Valmy. Cette exécution est cependant tenue secrète, notamment parce que ses motifs sont peu clairs : il semblerait qu'on ait reproché à Mathilde Dardant une série d'imprudences liées à sa vue déplorable. Elle aurait peut-être été la maîtresse de Frachon.
La guerre terminée, Marcel Servin, à la tête de la commission des cadres, s'empare du cas de Mathilde Dardant et produit, en 1949, un rapport au Secrétaire général du parti, Maurice Thorez, qui fait la lumière sur le sort de cette résistante, mais pose aussi de nombreuses questions sur la relative impunité du groupe Valmy dont aucun membre n'a été fusillé par les Allemands, bien que plusieurs soient morts en déportation. La vérité est découverte dans les archives de la police parisienne. Le ton de ce rapport[pas clair]est aussi à destination des deux principaux responsables communistes de la période de l'Occupation, Jacques Duclos et Benoît Frachon.
Il est désormais établi que Mathilde Dardant a été exécutée le 6 octobre 1942, par Marius Bourbon, sur ordre de Raymond Dallidet pour des raisons toujours mal élucidées,.
Le nom de Mathilde Dardant est inscrit sur le monument aux Morts de la commune de Folles et sur le monument commémoratif 1939-1945 du Jardin d’Orsay à Limoges.